# Erythronium montanum
Erythronium montanum ist eine Pflanzenart aus der Gattung der Zahnlilien (Erythronium).

## Merkmale
Die Zwiebeln sind 25 bis 60 Millimeter groß und beinahe eiförmig. Die Blätter sind 10 bis 20 Zentimeter lang. Die Blattspreite ist grün und eiförmig bis breit lanzettlich. Die Blattbasis verschmälert sich mehr oder weniger plötzlich in den Blattstiel. Der Blattrand ist gewellt. Der Schaft ist 12 bis 35 Zentimeter lang. Der Blütenstand ist ein- bis dreiblütig.
Die Blütenblätter sind 25 bis 45 Millimeter groß, breit eiförmig bis breit lanzettlich und weiß bis cremeweiß gefärbt mit einem leuchtend gelben Bereich an der Basis. Die inneren Blütenblätter sind breiter als die äußeren, an der Basis geöhrt und weniger als viermal so lang wie breit. Die Staubblätter sind 12 bis 24 Millimeter groß. Die Staubfäden sind linear, schlank, weiß und weniger als 0,8 Millimeter breit. Die Staubbeutel sind leuchtend gelb. Die Griffel 13 bis 25 Millimeter lang und weiß. Die Narbe weist 1 bis 5 Millimeter große, schlanke und meist zurückgebogene Lappen auf. Die Kapseln sind 3 bis 6 Zentimeter lang und länglich.
Die Chromosomenzahl beträgt 2n = 24.
Die Blütezeit liegt im Sommer, meist kurz nach der Schneeschmelze, von Juni bis August.

## Vorkommen
Erythronium montanum kommt in der Küstenregion des südlichen British Columbia vor sowie disjunkt davon auf dem südlichen Vancouver Island, auf der Olympic Peninsula und in den Cascade Mountains vom Mount-Rainier-Nationalpark in Washington bis ins mittlere Oregon. Die Art wächst auf Wiesen und in offenen Nadelwäldern in der montanen bis subalpinen Stufe in Höhenlagen von 800 bis 2000 (selten ab 300) Meter

## Belege
- Erythronium montanum in der Flora of North America (Zugriff am 18. Oktober 2009)